# 추정 (영화)
《추정》(秋情)은 1968년에 개봉된 대한민국의 영화이다. 뉴서울에서 개봉했으며 이순재, 문희, 최남현, 황정순 등이 출연했다. 시나리오 작가 유열의 감독 데뷔작이기도 하다.

## 줄거리
송진사는 무당으로부터 앓아누운 외아들의 천명이 끝났다는 점괘를 들고 아들의 혼인을 서두른다. 송진사 부인은 가난한 정참봉의 딸 미진을 며느리로 점찍고 그 대가로 논 스무지기를 제안하고, 미진 어머니는 그 돈으로 남편에게 후처를 들여 아들을 낳게 할 생각으로 그 제안을 받아들인다. 가난한 양반의 아들 숙주와 미래를 약속한 미진은 어머니의 뜻을 거역하지 못하고 송진사 아들에게 시집을 간다. 혼인 후 곧바로 미진의 남편이 죽자 미진을 잊지 못하는 숙주는 미진 주위를 얼쩡거리고, 이를 안 송진사 부인은 미진을 사당에 가둬버린다. 미진은 시부모의 강요대로 열녀문을 읽으며 눈물로 세월을 보낸다. 그러면서 자신을 찾아온 숙주에게 돌아가 달라고 애원한다. 숙주는 송진사를 찾아가 미진을 친정으로 보내라며, 그렇지 않으면 한양에 가서 소문을 내겠다고 위협한다. 송진사는 논 스무마지기를 가져오면 미진을 친정으로 돌려보내겠다고 대답한다. 숙주는 논 스무지기를 받는 대가로 태형 백대를 대신 맞기로 한다. 미진 때문에 죽을 길을 자처하는 숙주를 지켜본 숙주 어머니는 숨겨왔던 숙주의 과거를 이야기한다. 곧 숙주는 누명을 쓰고 멸족한 고관대작의 자제이며, 당시 유모였던 자신은 주인 집이 대를 잇도록 하기 위해 갖은 고생을 하며 숙주를 길렀다는 것이다. 그러면서 숙주 어머니는 미진에게 마음을 두지 말고 가문을 위해 글공부에 전념하라고 눈물로 호소하지만, 숙주는 족보를 불태우고 태형을 맞으러 간다. 태형으로 실신한 숙주를 달구지에 태워 송진사 집을 찾아간 숙주 어머니는 논문서를 내놓으며 미진을 친정으로 돌려보내라고 요구한다. 그러나 송진사는 법도에 없는 소리라며 약속을 지키지 않는다. 기운을 회복한 숙주는 다시 미진을 찾아가 함께 떠나자고 애원하고 둘은 함께 도망친다. 두 사람은 송진사가 보낸 하인들에게 잡힐 지경에 처하자산속 동굴에서 혼례를 치르고 동반 자살한다.

## 배역
- 이순재
- 문희
- 최남현
- 황정순
- 정애란
- 한은진